# 光物理學
光物理學（optical physics）研究電磁輻射的生成與性質、電磁輻射與物質之間的相互作用，特別是其控制與操縱。它與一般光學、光學工程不同的方面是在於它比較專注於發現與應用新光學現象；但在光物理學、應用光學、光工程學之間，並沒有太大的區別，因為光工程學所發展出來的元件、應用光學找到的實際用途，都是光物理學的基礎研究所必需的前提，而這基礎研究又導致發展出新元件與新用途。研究員時常會同時參與基礎研究與應用發展的各種計畫，例如，史蒂芬·哈瑞斯做實驗發現了電磁感應透明現象，他又與莱娜·豪合作對於慢光（slow light）技術的發展貢獻良多。
從微波到X射線，橫跨整個電磁波譜，對於每一個頻率，研究者嘗試發展出具有更優良性質的發光源。線性與非線性光學過程、光譜學都囊括在光物理學內。研究者會對於各種線性或非線性光學過程做詳細分析。激光與激光光譜學的研究成果已徹底地拓寬了光學的工作範圍。量子光學、飛秒光學也是光物理學的重要研究領域。孤獨原子對於強勁與超短時電磁場的非線性響應、原子-腔相互作用、電磁場的量子性質，這些高階論題近期也是光物理學的重點項目。其它重要領域包括納米光學測量所使用的嶄新光學技術、衍射光學、低相干干涉測量術（low-coherence interferometry）、光學相干斷層掃描、近場顯微鏡（near-field microscopy）等等。光物理學的研究成果，時常會促成通訊業、製藥業、製造業和甚至娛樂業的驚人進展。

## 參閱
- 干涉測量術（interferometry）
- 負折射率超材料
- 超透鏡（英语：Superlens）（super lens）
- 特異材料隱形技術（英语：Metamaterial_cloaking）（metamaterial cloaking）

## 進階閱讀
- The New Quantum Universe, T.Hey, P.Walters, Cambridge University Press, 2009, ISBN 978-0-521-56457-2.
- Handbook of atomic, molecular, and optical physics, Editor: Gordon Drake, Springer, Various authors, 1996, ISBN 0-387-20802-X
- The Quantum Theory of Light, R. Loudon, Oxford University Press (Oxford Science Publications), 2000, ISBN 0-19-859177-3
- Quantum Physics of Atoms, Molecules, Solids, Nuclei, and Particles (2nd Edition), R. Eisberg, R. Resnick, John Wiley & Sons, 1985, ISBN 978-0-471-873730
- Quanta: A handbook of concepts, P.W. Atkins, Oxford University Press, 1974, ISBN 0-19-855493-1
- Quantum Mechanics, E. Abers, Pearson Ed., Addison Wesley, Prentice Hall Inc, 2004, ISBN 9780131461000